# بياتريتشي بورتيناري
بياتريتشي «بيتشي» دي فولكو بورتيناري (1265 - 8 أو 19 يونيو 1290) امرأة إيطالية اشتهرت بكونها مصدر الإلهام الرئيس لرواية دانتي أليغييري «الحياة الجديدة» «فيتا نوفا»، وعُرفت أيضًا بشخصية بياتريتشي التي كانت بمثابة هدىً له في الجزء الأخير، الفردوس، من قصيدته السردية، الكوميديا الإلهية، وفي اختتام الجزء الأسبق، المَطْهر.

## سيرة حياتها
كانت بياتريس ابنة المصرفي فولكو بورتيناري، تزوجت من مصرفي آخر هو سيمون دي باردي. يزعم دانتي أنه التقى «بياتريتشي» مرتين فقط في مناسبتين تفصل بينهما تسع سنوات، لكنه تأثر كثيرًا بهذين اللقاءين لدرجة أنه حمل حبها معه طوال حياته. إن التقليد أو التراث الذي يعرّف بيتشي دي فولكو بورتيناري على أنها بياتريتشي التي أحبها دانتي، أصبح الآن مقبولًا على نطاق واسع، وإن لم يُجمِع عليه الباحثون. وكان جيوفاني بوكاتشيو في تعليقه على الكوميديا الإلهية، أول من أشار بشكل علني وصريح إلى هذه المرأة؛ تعتمد جميع المراجع اللاحقة على تعريفه غير المؤكَّد هذا. ولطالما كانت الوثائق الواضحة عن حياة بياتريتشي نادرة دائمًا، ما جعل وجودها مشكوكًا فيه. الدليل القاطع الوحيد هو وصية فولكو بورتيناري منذ عام 1287 التي تقول: «ترك السيد بيتشي لابنته وزوجها السيد سيمون دي باردي..». الجملة في الأساس وصية لابنة بورتيناري التي كانت متزوجة من سيمون دي باردي. والدها بورتيناري مصرفي ثري ولد في بورتيكو إي سان بنديتو وانتقل إلى فلورنسا وعاش في منزل بالقرب من دانتي وكان لديه ست بنات. تبرع بورتيناري بسخاء لتأسيس مستشفى سانتا ماريا نوفا (مستشفى القديسة مريم الجديد).

## في أعمال دانتي أليغييري
تجادل الباحثون منذ مدة طويلة حول وجوب الربط بين بياتريتشي التاريخية وبياتريتشي المذكورة في كتابات دانتي. من المؤكد أن بياتريتشي بورتيناري تناسب معايير السيرة الواسعة، ومن الممكن تمامًا أنها ودانتي على معرفة ببعضهما، لكن لا يبدو أن بياتريتشي بورتيناري الواردة في كوميديا دانتي، ترتكن إلى أي مطابقات من هذا القبيل، فهي موجودة كشخصية أدبية لا تحمل سوى تشابه عابر مع سابقتها التاريخية.

### فيتا نوفا (الحياة الجديدة)
ظهرت بياتريتشي لأول مرة في نص السيرة الذاتية في الحياة الجديدة الذي كتبه دانتي نحو عام 1293. يعرض الشعر والنثر الإثنوغرافيين الذاتيين في الحياة الجديدة، بياتريتشي وشغف الشاعر بها، في سياق واقع دانتي الاجتماعي والرومانسي. إن تصوير دانتي لبياتريتشي في الحياة الجديدة هو تصوير إيجابي لا لبس فيه، لكنه في هذه المرحلة المبكرة يشابه الموقف الأكثر عمومية لصورة السيدة الرقيقة الدمثة، بدلًا من الشخصية المحددة بدقة التي اشتهرت بها بياتريتشي في الكوميديا الإلهية.
وفقًا لدانتي، كان لقاءه الأول مع بياتريتشي حين اصطحبه والده أليغيرو دي بيلينشوني، إلى منزل بورتيناري لحضور حفل عيد الربيع (عيد يوم مايو). وكانا يبلغان من العمر حينذاك تسع سنوات، على الرغم من أن بياتريتشي كانت أصغر منه ببضعة أشهر. افتتن دانتي بها على الفور وبقي كذلك طوال حياته في فلورنسا - على الرغم من أنها تزوجت من رجل آخر هو المصرفي سيمون دي باردي، في عام 1287. من جانبه، تزوج دانتي من جيما دوناتي، نسيبة إحدى أبرز العائلات السياسية في فلورنسا في عام 1285. وعلى الرغم من هذا التعقيد، يبدو أن دانتي احتفظ ببعض المشاعر تجاه بياتريتشي حتى بعد وفاتها في عام 1290. ويخبرنا دانتي في الحياة الجديدة، عن انسحابه من الحياة وخوضه في دراسة مكثفة بعد وفاة بياتريتشي، إذ بدأ في تأليف قصائد مخصصة لذكراها. أصبحت مجموعة هذه القصائد، إلى جانب قصائد أخرى كتبها سابقًا في مدح بياتريتشي، ما نعرفه اليوم باسم الحياة الجديدة.
إن الطريقة التي اختار بها دانتي التعبير عن حبه لبياتريتشي، في كل من الحياة الجديدة والكوميديا الإلهية، تتماشى مع فكرة الحب النبيل أو الرفيع في القرون الوسطى. كان هذا النوع من الحب في بعض الأحيان شكلًا من أشكال الإعجاب السري نحو سيدة ما، وغالبًا ما يكون بلا مقابل، ودائمًا ما يكون محترمًا. وهو أيضًا في المقام الأول زهو أدبي، أكثر من كونه شكلًا فعليًا من الارتباط الحميم. لم يكن من غير المألوف ألا تمتلك السيدة المعنية أي فكرة عن معجبها النبيل، وألا يكون المعجب مهتمًا بإقامة علاقة حقيقية على الإطلاق. بل تقوم السيدة تلك مقام مادة أو موضوع للحبيب كي يمارس مهارته الشعرية أو حتى لكي يناقش الفلسفة من خلال ممارسته مدحها. سواء كان لدى دانتي أي مشاعر تجاه جارته بياتريتشي بورتيناري أم لم يكن، فإن الحب النبيل هو الطريقة التي اختارها للتعبير عن شغفه، ما يشير إلى درجة من الفصل (على الأقل) بين الواقع التاريخي وسرد السيرة الذاتية.